# Dalarna
För andra betydelser, se Dalarna (olika betydelser).

Dalarnas landskapsflagga. Dalarnas läns flagga är likadan.

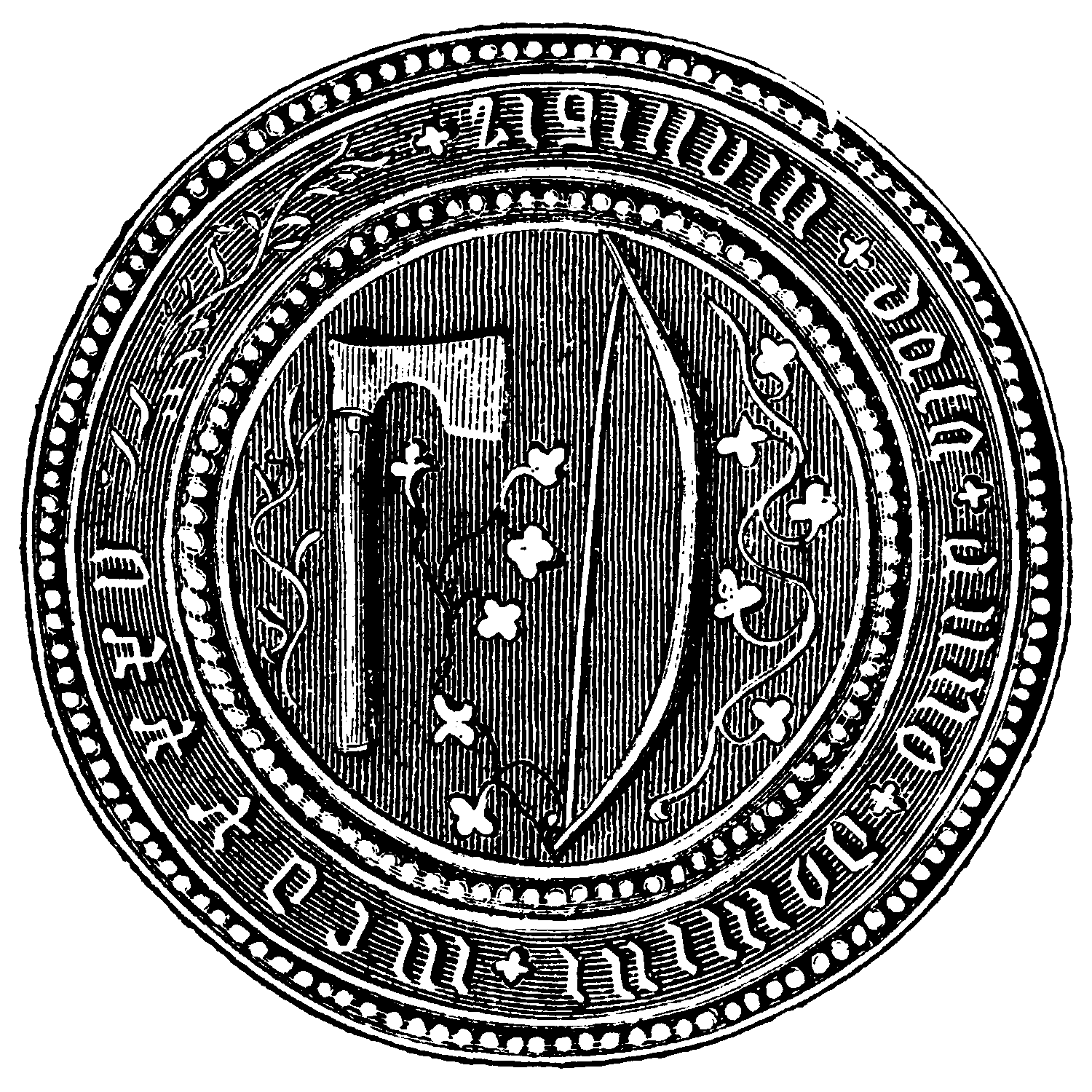
Dalarnas äldsta sigill (från 1435)

Dalarna är ett landskap i norra Svealands inland i mellersta Sverige. Det gränsar i norr till Härjedalen och Hälsingland, i öster till Gästrikland, i söder till Västmanland och i väster till Värmland samt Norge.
Invånarna i Dalarna kallas traditionellt dalkarlar, masar och kullor. Dala hundare, Dalarne och Dalom är ålderdomliga namn på Dalarna.
Dalarnas största tätort är Borlänge.

## Historia
Dalarna nämns för första gången i Sverresagan, i vilken ett område i landskapet kallades för Järnbäraland och beskrevs som ett hedniskt land som lydde under sveakungen år 1177. Landskapet kom i de södra delarna tidigt att bli industrialiserat, och organiserades i ett bergslag. Landskapet förblev i övrigt ett nybyggarområde, särskilt i områdena utanför Siljan och Dalälven. Finnmarken förblev ett nybyggarområde in på 1800-talet. 
På 1500-talet flydde Gustav Vasa till Dalarna undan Kristian II (Gustav Vasas öden och äventyr i Dalarna). År 1521 stod slaget vid Brunnbäcks färja mellan Kristian II:s och Gustav Vasas trupper, de senare anförda av Peder Svensson från Vibberboda och Olof Bonde från Norrbärke. De svenska styrkorna vann och danskarna jagades ut ur landskapet. 
Emigrationen från landskapet var mycket stor under senare delen av 1800-talet. Från 1500-talet fram till början av 1900-talet vandrade en del till bland annat Stockholm för att arbeta där en säsong under året. Stora olikheter förekom enligt Nordisk familjebok från 1906 i språk och seder mellan de olika bygderna, liksom även i nationaldräkterna.

## Geografi

### Topografi
Dalarnas mitt domineras av sjön Siljan samt av älvarna Västerdalälven och Österdalälven som flyter ihop i Djurås i Gagnefs kommun och bildar Dalälven. Landskapets norra delar domineras av fjäll och den vidsträckta Orsa finnmark. Högsta punkten är Storvätteshågna med sina 1204 meter över havet. Den lägsta punkten är där Dalälven rinner ut ur landskapet i sydöst på en höjd av 55 meter över havet.

### Dalarnas största sjöar
- Siljan, 280 km²
- Runn, 62,5 km²
- Amungen, 62,9 km² (delvis i Hälsingland)
- Orsasjön, 53 km²
- Väsman, 39 km²
- Venjanssjön, 35,1 km²
- Barken, 33,5 km²
- Ljugaren, 23,3 km²
- Tisjön, 22,9 km²
- Skattungen, 19,7 km²
- Öjen, 19,1 km²
- Kvien, 17,9 km²
- Rogsjön, 17,8 km²
- Storhamrasjön, 17,3 km²
- Lisjön, 13,6 km²
- Bäsingen, 12,5 km²
- Horrmunden, 12,5 km²
- Hinsen, 12,0 km²
- Oresjön, 11,9 km²
- Balungen, 11,7 km²
- Stor-Flaten, 11,4 km²
- Närsen (i Nås socken), 9,5 km²
- Fågelsjön, 8,0 km²
- Rämen, 7,8 km²
- Hovran, 6,8 km²

### Geologi
Dalarnas geologi består endast av prekambrisk berggrund, eller urberg, och vissa paleozoiska fossilbärande berglager såsom kambrium, ordovicium, silur och devon. Senare paleozoiska berglager har möjligen skalats bort av forntida hav samt istidens glaciärer som för några tusentals år sedan dragit fram och tillbaka över landet, och de kvarlevande berglagren och berggrunden täcks idag av jord.

#### Dalaporfyr
Dalaporfyr är en granitisk vulkanisk gångbergart vilken är landskapssten i Dalarna. Den förekommer huvudsakligen kring Älvdalen (Älvdalsporfyr) och även på andra ställen i Dalarna. Till följd av sin stora hårdhet, sina mångfaldigt omväxlande färger och egenskapen att anta en vacker polityr lämpar sig porfyrerna väl till arkitektoniska föremål och konstföremål, såsom pelare, vaser och urnor samt till bordskivor, smöraskar och andra bruksföremål. Vid Älvdalens porfyrverk i Älvdalen tillverkades många, och monumentala, porfyrarbeten. Verket startades 1802 av Erik Hagström men ödelades i mitten av 1800-talet genom en eldsvåda.
Garbergsgranit, tidigare marknadsförd som granitell, är en porfyr-granit, som fått sitt namn efter Garberg i sydöstraste delen av Älvdalens kommun, släktens. Brytning skedde framför allt under 1800-talet, med bearbetning vid Älvdalens porfyrverk och Älvdalens Nya Porfyrverk i Älvdalen. Garbergsgranit är en porfyrgranit, men termen porfyr tillämpas ofta även på dessa. Den är röd till färgen, har vita och svarta strökorn och är nära knuten till de vulkaniska dalaporfyrerna. Den har bildats ur samma magma som dalaporfyrerna, men av sådan magma som inte nådde upp till jordytan, utan svalnade långsammare längre ned i sprickor eller lavaflöden. De har vanligen kristalliserat sig på något större djup än gångbergarterna och därför svalnat långsammare.

#### Dalasandsten
I nordvästra Dalarna finns den fossilfattiga mesoproterozoiska sandsten som är i folkmun kallad dalasandsten men som numera klassas som Älvdalskvartsit, vilken är en finkornig, röd, rödbrun eller rödlätt sandsten som är mest känd som byggnadssten, eftersom den är estetiskt tilltalande och de naturliga sedimentära strukturer som finns i bergarten ger liv till stenen. I Mångsbodarna finns det ett stenbrott där den bryts för detta ändamål. Dalasandsten används även som ballastmaterial i nordvästra Dalarna.
Dalasandsten bildades möjligen i ett forntida havsdelta. Sanden fördes dit av vågorna och bildade avlagringar på havets botten, avlagringar som nu framträder som en vacker sedimentstruktur i stenen. Ordentliga regnskurar föll över området och det var mycket varmt. Järn fördes ut i havet och oxiderades där, och gav stenen dess rödaktiga färg. Besöker man stenbrottet kan man se hur ränderna i stenen går i olika vinklar, vilket möjligen beror på hur havsbottnen lutade när stenen bildades. Sandstenen är kvartsrik och uppvisar ofta en vacker strömskiktning. Böljeslagsmärken, strömlinjer, torksprickor och till och med märken efter regndroppar kan ses i sandstenslagret som har en mäktighet på cirka 800 meter.

#### Orsasandsten
I området omkring Siljan, inom Siljansringen, till exempel i trakten av Kallmora by i Orsa kommun, finner man den fossilfattiga siluriska sedimentära bergarten kallad orsasandsten. Området med orsastandsten sträcker sig från Orsasjöns norra strand mellan Bäcka och Ore älv, efter Oreälvens västra strand, kring Unåns och Ämåns nedre lopp, går under älven vid Kallmora och därefter i ett stråk mot Mässbacken-Fridshammar.
Orsasandsten har använts för slipning och brytning sedan vikingatid och sannolikt tidigare. Den kiselbundna kvartsen lämpar sig bra för slipstenar. Regelbunden brytning har skett åtminstone sedan 1500-talet. Enligt 1730 års gruvordning för Orsa socken skedde brytning av varje by som eget gruvlag med egen gruva sex veckor före fastan och sex veckor efter skörden. På 1760-talet skedde bearbetning i över 30 gruvor. Gruvlagen hade egna gruvstugor med stall och smedja. Hackning och annan bearbetning skedde därefter inomhus under vintertid på gårdarna.
1902 inleddes industriell brytning av byggnadssten av AB Orsa stenhuggeri intill socknens gamla slipstensbrott, och orsasandsten användes bland annat för Centralposthuset, Stockholm. Vid denna tid arbetade sommartid 400-500 personer med sandstensbrytning och tillverkades omkring 100 000 brynen per år. Idag sker industriell brytning av orsasandsten för byggnadssten i Malungsgruvan väster om Kallmora av firma Lenners Orsasten. Visst hantverk med huggning av slipstenar bedrivs av Orsa Slipstensgrupp. Orsas kommunvapen visar tre slipstenar av orsasandsten.

### Klimat
Med tanke på läget i inlandet och geografin med höga kullar och berg är årsnederbörden hög, omkring 1 100 mm, högst i Dalafjällen. Somrarna är behagligt varma med temperaturer mellan 20 och 25 grader. Temperaturer över 30 grader förekommer ett fåtal gånger om sommaren. Nederbörden är även hög, med omkring 50–70 mm i juli månad. Temperaturen avtar även med höjden och sommartid kan temperaturen ligga på bara cirka 10–15 plusgrader på över 1 000 meters höjd.
Vintrarna är kalla på grund av fjällkedjan vilken förhindrar mild och fuktig atlantluft från väster att ta sig in över landskapet, och medeltemperaturen ligger mellan −7 och −10 grader. I djupt nedskurna dalgångar i Dalafjällen kan medeltemperaturen vara så låg som −15 grader, medan den på högre höjd kan vara högre. Till exempel hade högt belägna Idre fjäll vid ett tillfälle +3 grader samtidigt som lågt belägna Idre-Storbo hade så lite som −28 grader. Temperaturer på mellan −15 och −20 grader är inte ovanliga heller i de södra delarna. Dalarna har den lägsta vintermedeltemperaturen i Svealand och rikligt med snö kan falla i landskapet vintertid.

## Indelning

### Traditionella indelningar och indelningar före 1650-talet
Traditionellt och kulturhistoriskt indelas Dalarna i följande delar:
- Särna-Idre (de tidigare norska delarna av Dalarna)
- Övre Dalarna (kallas ibland Egentliga Dalarna)
  - Österdalarna (längs Österdalälven)
    - Ovansiljan
    - Nedansiljan

  - Västerdalarna (längs Västerdalälven)
- Dalabergslagen (ibland Nedre Dalarna)
  - Kopparbergslagen
  - Västerbergslagen
  - Österbergslagen

Dalarna ingick judiciellt i Västmanlands och Dalarnas lagsaga åtminstone sedan början av 1300-talet. Den administrativa indelningen var i övrigt under äldre tider mycket obestämd. Ofta var Dalarna lagt under fogden på Västerås slott, ofta hade det även sin egen fogde. Bergslagerna hade även i detta hänseende en särställning med bergsfogdar, vilka dock var underordnade fogden över Dalarna. Gustav Vasa uppdelade Dalarna, Tuna län, på två fögderier 1533. Jämkningar i denna delning skedde senare. Särskilt gjordes under Gustav II Adolf och Kristinas förmyndare försök med inrättande av ett särskilt bergslän, som skulle omfatta Dalarnas och Västmanlands bergslager. Kyrkligt ingår Dalarna i Västerås stift sedan detta inrättades i början av 1100-talet.
Särnadalen Särna och Idre socknar tillhörde ursprungligen Østerdalen i Norge. 1645 erövrades de av 200 Älvdalskarlar, anförda av kaplanen i Älvdalen Daniel Buskovius. Vid fredsförhandlingarna i Brömsebro år 1645 glömdes området bort men förblev de facto därför svenskt och en del av Dalarna. Fram till mitten på 1600-talet hörde Norbergs och Skinnskattebergs bergslag till Dalarna. Dessa områden kom efter Axel Oxenstiernas länsreformer att istället räknas till Västmanland.
1634 års regeringsform hade emellertid bestämt, att "Dalarna och Kopparbergslagen" skulle utgöra ett särskilt län. Detta omfattade inledningsmässigt  inte hela nuvarande länet som 1647 upprättades genom ett kungligt brev.
Landskapet når fram till trelandskapsmötet på Tjuvholmen i Dalälven, där även Gästrikland och Västmanland möts. Ön är uppdelad i fyra delar mellan kommunerna Avesta i Dalarnas län, Sandviken i Gävleborgs län, Heby i Uppsala län samt Sala i Västmanlands län. På grund av holmens unika läge har den därför kunnat betraktas som ett juridiskt ingenmansland. Ingen annanstans i Sverige möts fyra län på detta sätt.

### Indelningar från 1650-talet

#### Socknar och härader
Socknarna var om inget annat skrivs etablerade 1650
| Folkare härad - Avesta till 1907 - By - Folkärna - Grytnäs | Sydöstra Dalarna - Garpenberg - Hedemora - Husby - Säter - Stora Skedvi - Vika - Sundborn - Svärdsjö - Enviken från omkring 1800 - Stora Kopparberg - Aspeboda - Stora Tuna - Torsång - Gustafs från 1776 - Silvberg | Sydvästra Dalarna - Söderbärke - Malingsbo från 1708 - Norrbärke - Ludvika - Grangärde Västra Dalarna - Nås - Järna - Säfsnäs från 1798 - Floda - Äppelbo - Lima - Malung - Transtrand | Mellersta Dalarna - Bjursås - Gagnef - Ål - Leksand - Siljansnäs från 1875 - Rättvik - Boda - Ore Norra Dalarna - Idre - Mora - Orsa - Sollerön från 1775 - Särna - Venjan - Våmhus - Älvdalen |

Dessutom fanns städerna Avesta stad från 1919 utan egen jurisdiktion, Borlänge stad från 1944 utan egen jurisdiktion, Falu stad från 1642 med Falu rådhusrätt till 1964, Hedemora stad från 1446 med Hedemora rådhusrätt till 1937, Ludvika stad från 1919 utan egen jurisdiktion och Säters stad från 1642 med Säters rådhusrätt till 1937.

#### Län
Landskapet sammanfaller med Dalarnas län (före 1997 Kopparbergs län) med några undantag. Området som utgör Hamra församling (i Orsa finnmark) tillhör Gävleborgs län. Södra delen av Äppelbo finnmark hör till Värmlands län. En mindre del i södra Dalarna tillhör sedan 1941 Västmanlands län (Västanfors socken/Fagersta stad). Sedan 1963 ingår ett område kring Malingsbo-Kloten till Lindesbergs kommun (före 1971 Ramsbergs landskommun) i Örebro län.

#### Fögderier
Socknarna i sydöstra Dalarna med de i Folkärna härad tillhörde
- 1720–1880 Säters läns fögderi för Säters, Stora Tuna, Gustafs och Silvbergs socknar
- 1720–1885 Kopparbergs fögderi för Stora Skedvi socken (till 1881), för Vika, Sundborns, Svärdsjö, Envikens, Stora Kopparbergs, Aspeboda och Torsångs socknar. Från 1881 för Stora Tuna, Gustafs och Silvbergs socknar
- 1720–1885 Näsgårds läns fögderi för socknarna i Folkare härad samt Garpenbergs, Hedemora och Husby socknar. Dessutom från 1881 för Säters och Stora Skedvi socknar
- 1886– Falu fögderi för Vika, Sundborns, Svärdsjö, Envikens, Kopparbergs( ej mellan 1918 och 1945), Aspeboda, (ej mellan 1918 och 1945) Stora Tuna (till 1946) och Torsångs (till 1918 och mellan 1946 och 1952) socknar. Till 1918 för Silvbergs och Gustafs socknar
- 1886–1967  Hedemora fögderi till 1 juli 1946 för socknarna i Folkare härad, till 1 juli 1946 och mellan 1952 och 1966 för Garpenbergs socken. Från 1946 till 1967 för Silvbergs och Gustafs socken. Till 1967 för Hedemora, Husby, Säters och Stora Skedvi socknar
- 1918–1945 Västbergslags fögderi för Torsångs, Silvbergs och Gustafs socknar
- 1918–1945 Nedansiljans fögderi för Aspeboda och Kopparbergs socknar
- 1946–1990 Avesta fögderi För socknarna i Folkärna härad. Till 1952 och från 1967 för Garpenbergs socken. Från 1967 för Hedemora och Husby socknar.
- 1946–1990 Borlänge fögderi för Stora Tuna socken, från 1952 för Torsångs socken. Från 1967 för Säters, Stora Skedvi, Silvbergs och Gustafs socknar

Socknarna i sydvästra Dalarna samt Säfsnäs socken tillhörde
- 1720–1966 Västerbergslags födgeri
- 1967–1991 Ludvika fögderi

Socknarna i västra Dalarna förutom Säfsnäs socken tillhörde
- 1720–1966 Västerdals fögderi
- 1967–1991 Borlänge fögderi för Floda Nås, Järna och Äppelbo socknar
- 1967–1991 Mora fögderi för Malungs, Lima och Transtrands socknar

För socknarna i mellersta Dalarna
- 1720–1880 Säters läns fögderi Gagnef
- 1720–1966 Nedansiljans fögderi Leksand Siljansnäs, Rättvik, Boda, till 1945: Bjursås, till 1917: Ål, mellan 1881 och 1917: Gagnef, till 1917 och efter 1945 Ore
- 1918–1945 Västerdals fögderi Gagnef Ål
- 1918–1945 Ovansiljans fögderi Ore
- 1946–1966 Nedansiljans fögderi Gagnef
- 1967–1973 Mora fögderi Ore
- 1946–1991 Falu fögderi Ål, Bjursås från 1967 Leksand, Siljanäs, Rättvik, Boda från 1974 Ore
- 1967–1991 Borlänge fögderi Gagnef

För socknarna i norra Dalarna
- 1720–1966 Ovansiljans fögderi Orsa
- 1967–1991 Mora fögderi Orsa

#### Domsagor, tingslag och tingsrätter

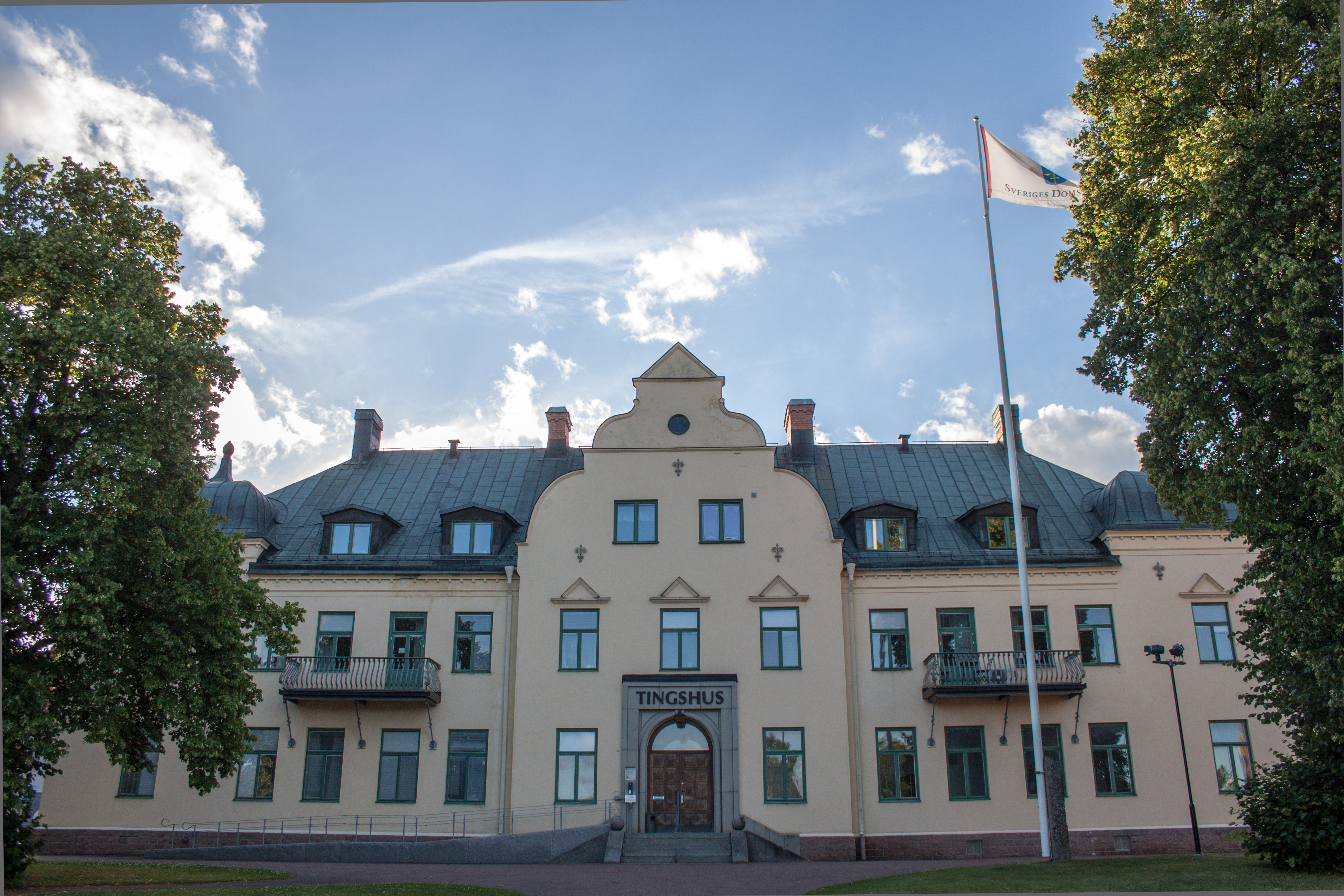
Tingsrätten i Mora

Dalarna var från 1687 uppdelad i två domsagor. Kopparbergs Västra (även Västerdalarne) och Kopparbergs Östra (även Österdalerne) domsagor.
Österdalarnas domsagan delades 1780 och ur den utbröts Kopparbergslagens domsaga, från 1799 benämnd Kopparbergslagen och Näsgårds läns domsaga. Denna varade till 1858 då den upplöstes och ersattes av Falu domsaga och Hedemora domsaga vilka varade till 1971. Den kvarvarande Östra domsagan upplöstes 1876 och delades upp i Ovansiljans domsaga och Nedansiljans domsaga som varade till 1971. Västerdalarnas domsaga upplöstes 1902 och ersattes av Nås och Malungs domsaga och Smedjebackens domsaga, som 1904 namnändrades till Västerbergslags domsaga. 
1971 bildades flera tingsrätter: Falu, Nedansiljans (senare Leksands), Malungs, Ludvika, Mora och Hedemora domsagor. Dessa hade 2001 slagits samman till Falu tingsrätt och Mora tingsrätt.

#### Kommuner, från 1952 till 1971
Landskapet bestod 1952 till 1971 av följande kommuner:

Kommuner i Dalarnas län efter 1971

Städer (6 st):
| - Avesta stad - Borlänge stad | - Falu stad - Hedemora stad | - Ludvika stad - Säters stad |

Köpingar (3 st):
| - Krylbo köping | - Morastrands köping | - Smedjebackens köping |

Landskommuner (41 st):
| - Bjursås landskommun - Boda landskommun - By landskommun - Envikens landskommun - Floda landskommun - Folkärna landskommun - Gagnefs landskommun - Grangärde landskommun - Grytnäs landskommun - Gustafs landskommun - Hedemora landskommun - Husby landskommun - Idre landskommun - Järna landskommun | - Leksands landskommun - Lima landskommun - Ludvika landskommun - Malungs landskommun - Mora landskommun - Norrbärke landskommun - Nås landskommun - Ore landskommun - Orsa landskommun - Rättviks landskommun - Siljansnäs landskommun - Solleröns landskommun - Stora Kopparbergs landskommun | - Stora Skedvi landskommun - Stora Tuna landskommun - Sundborns landskommun - Svärdsjö landskommun - Säfsnäs landskommun - Särna landskommun - Söderbärke landskommun - Transtrands landskommun - Venjans landskommun - Vika landskommun - Våmhus landskommun - Åls landskommun - Älvdalens landskommun - Äppelbo landskommun |

#### Kommuner från 1971
Landskapet består sedan 1971 av följande kommuner:
| - Avesta - Borlänge - Falun - Gagnef - Hedemora | - Leksand - Ludvika - Malung-Sälen - Mora - Orsa | - Rättvik - Smedjebacken - Säter - Vansbro - Älvdalen | - Ljusdal (mindre del) - Filipstad (mindre del) - Härjedalens kommun (mindre del) |

## Ekonomi
I den södra delen av landskapet har stora delar av ekonomin historiskt haft samband med Bergslagen och bruksnäringen. Detta har där bidragit till bygget av en mängd gods och herrgårdar. Se vidare Lista över slott och herrgårdar i Dalarna. I den norra halvan av landskapet saknades denna koppling, och man levde mest som småbönder.
Skogen och metallhantering har fortsatt att spela stor roll i landskapet in på modern tid. Dessutom har tjänstenäringarna vuxit i betydelse, liksom turismen. Den sistnämnda är främst kopplad till Siljansbygden och fjällområdena i väster (Sälen och Idre).

## Demografi

### Tätorter
| - Avesta - Bengtsheden - Bjursås - Björbo - Blötberget - Boda - Bonäs - Borlänge - Brunnsberg - Bäsna - Dala-Floda - Danholn - Djura - Djurås - Enbacka - Evertsberg - Falun - Fors - Furudal - Fredriksberg - Gagnef - Garpenberg | - Gesunda - Gonäs - Grycksbo - Grängesberg - Gubbo - Gulleråsen - Hagge - Halvarsgårdarna - Hedemora - Horndal - Husby - Håksberg - Idre - Insjön - Järna - Leksand - Lima - Limedsforsen - Ludvika - Långshyttan - Malung - Malungsfors | - Mockfjärd - Mora - Nedre Gärdsjö - Nordanö - Norr Amsberg - Nusnäs - Nyhammar - Ornäs - Orsa - Repbäcken - Rättvik - Saxdalen - Selja - Sifferbo - Siljansnäs - Skattungbyn - Smedjebacken - Sollerön - Solvarbo - Stora Skedvi - Sundborn - Sunnansjö | - Svärdsjö - Söderbärke - Sörvik - Sälen - Särna - Säter - Toftbyn - Torsång - Transtrand - Tällberg - Vad - Vansbro - Vika - Vikarbyn - Vikmanshyttan - Vinäs - Våmhus - Västerby - Västermyckeläng - Älvdalen - Äppelbo |

## Kultur och samhälle

### Vapen och flagga
Landskapet har samma vapen som Dalarnas län, men när vapnet är okrönt representerar det landskapet. Skölden innehåller två korsade dalpilar under en krona. Landskapets flagga är en vapenflagga, precis som alla svenska landskapsflaggor, det vill säga direkt baserad på vapnet. Skölden motsvaras av den kvadratiska flaggduken.

### Musik och teater
se Folkmusik från Dalarna

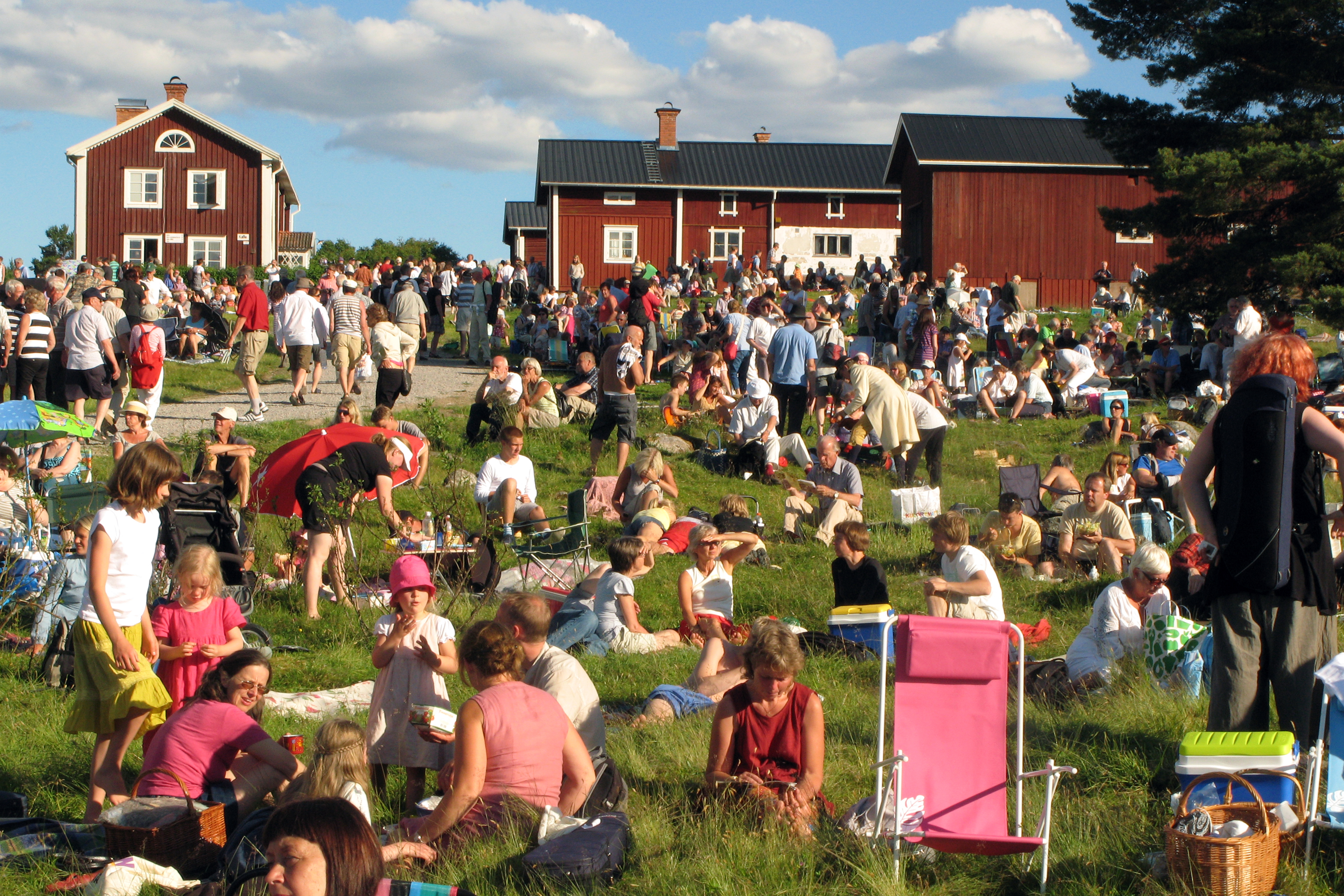
Folk och familjer i gröngräset under Bingsjöstämman 2010.

I Bingsjö träffas varje år mängder med spelmän för att umgås och spela folkmusik ihop. Detta är en av Sveriges största spelmansstämmor.
Ingmarsspelen är en sommarteater som varje sommar framförs på Storängets utomhusteater i Nås. Det är en dramatisering gjord av Rune Lindström efter första delen av Selma Lagerlöfs roman "Jerusalem", som handlar om trettiosju nåsbors utvandring till Jerusalem år 1896, en för sin tid enastående händelse. Romanen har även filmatiserats av Bille August under namnet "Jerusalem".

### Sport
Vansbrosimningen är en av världens största simtävlingar och arrangeras årligen i Vansbro, andra veckan i juli. Det är en simtävling under flera dagar med bland annat Vansbro Tjejsim, Vansbro Halvsim, Vansbro Kortsim, Lilla Vansbrosimningen för de yngsta och Vansbrosimningen om tre kilometer där de första två kilometerna simmas nedströms i Vanån, medan den sista kilometern simmas uppströms i Västerdalälven. 2010 hade simningen 60-årsjubileum. 11600 simmare deltog i tävlingarna.
Vasaloppet, världens längsta, största och äldsta långlopp på skidor, avgörs första söndagen i mars varje år. Banan sträcker sig från Berga by strax söder om Sälen, till Mora.
Dalarna är även kända för ishockey. Den största föreningen[källa behövs], Leksands IF, spelar säsongen 2020/21 i Svenska hockeyligan samt i Svenska damhockeyligan – de högsta serierna för herrar respektive damer. Andra lag i lägre serier är Mora IK, Borlänge HF, Malungs IF och Falu IF. Dalarna har genom åren producerat många namnkunniga spelare, exempelvis Avestasonen Nicklas Lidström och Borlängegrabben Mattias Ekholm, och på senare år Filip Forsberg samt Oliver Ekman Larsson.

## Bildgalleri

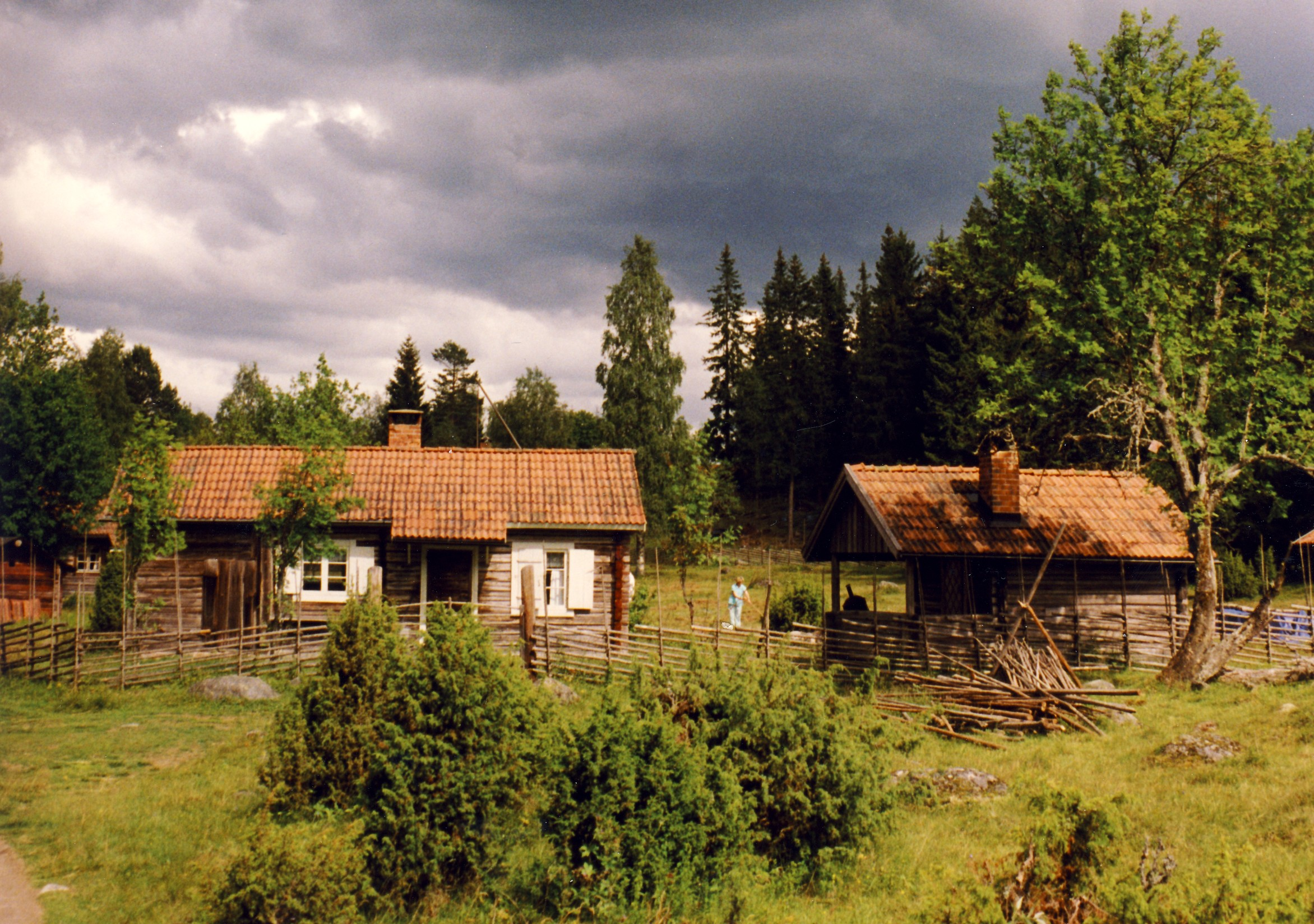
Bastbergets fäbodar i Gagnefs kommun
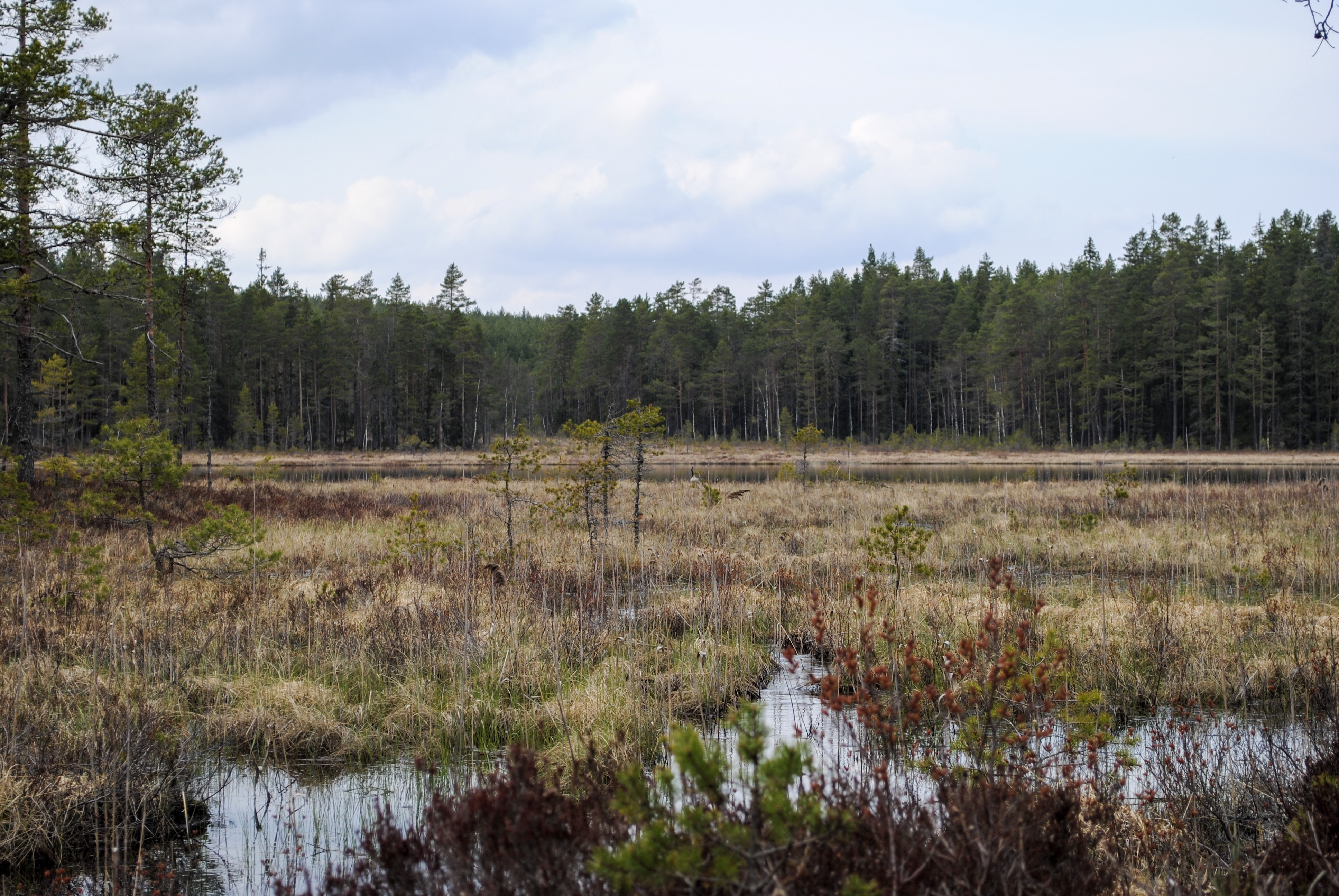
Myrlandskap i Dalarna
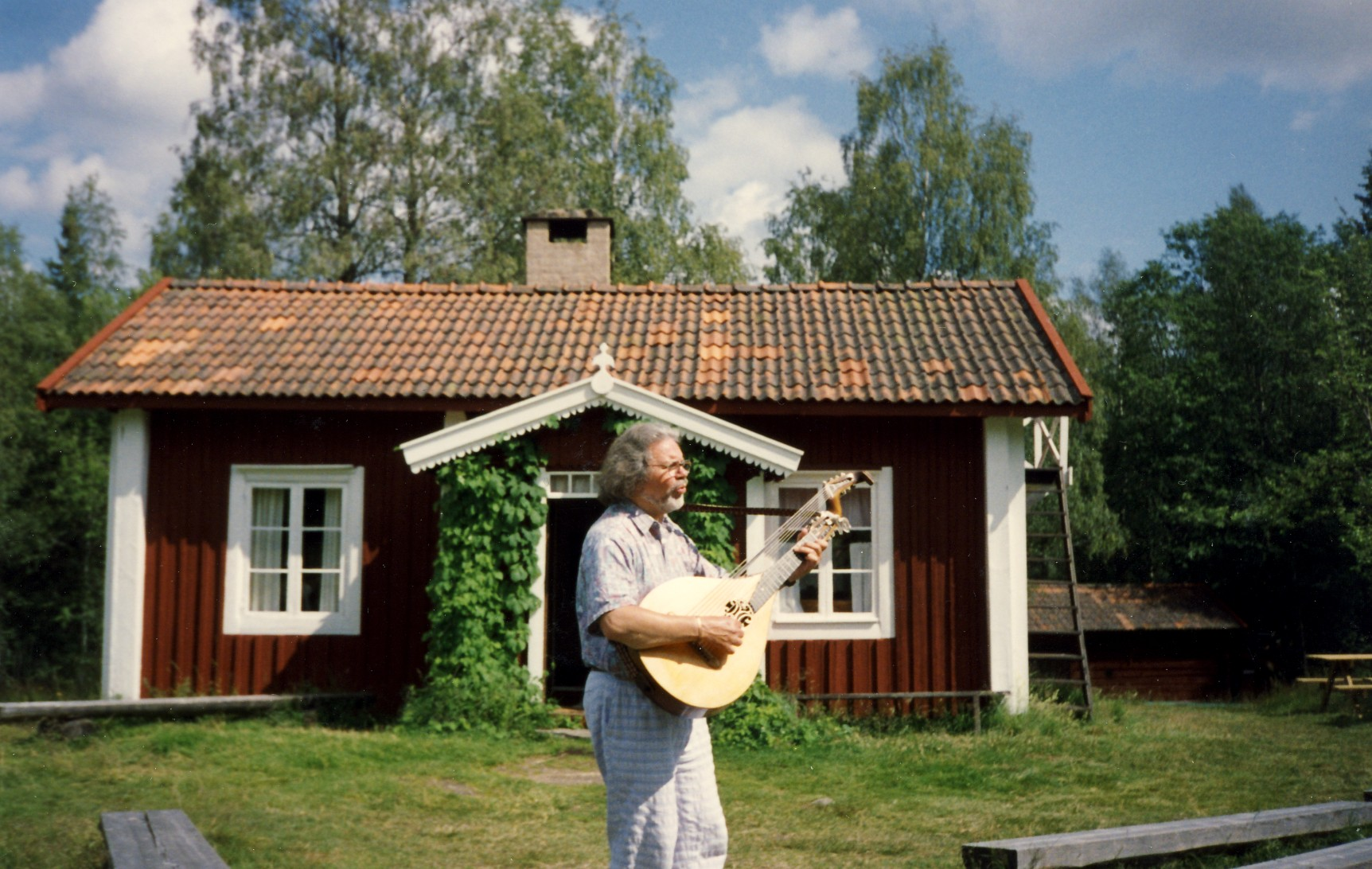
Dan Anderssons Loussastugan i Ludvika kommun
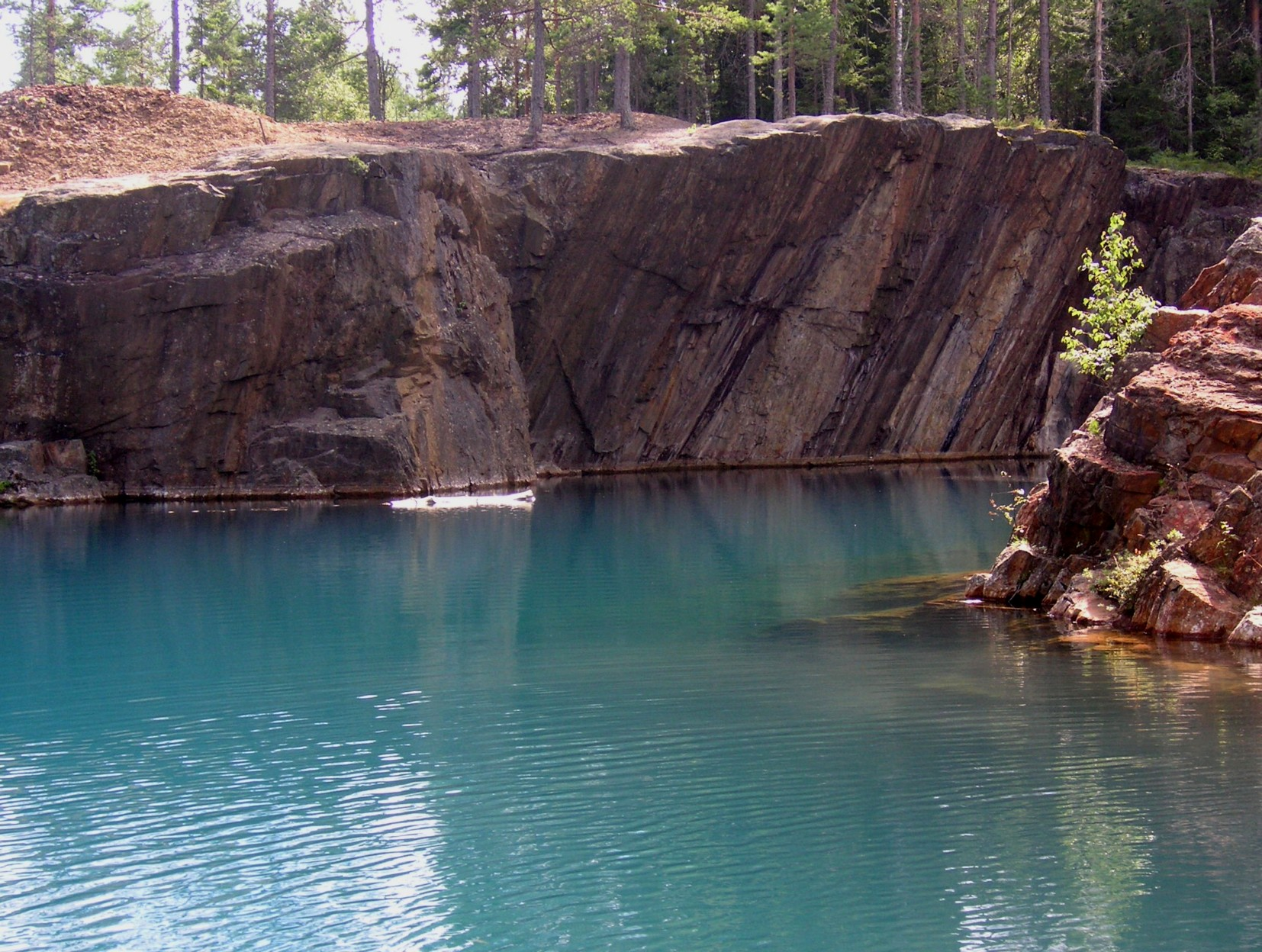
Öster Silvbergs gruva i Säters kommun

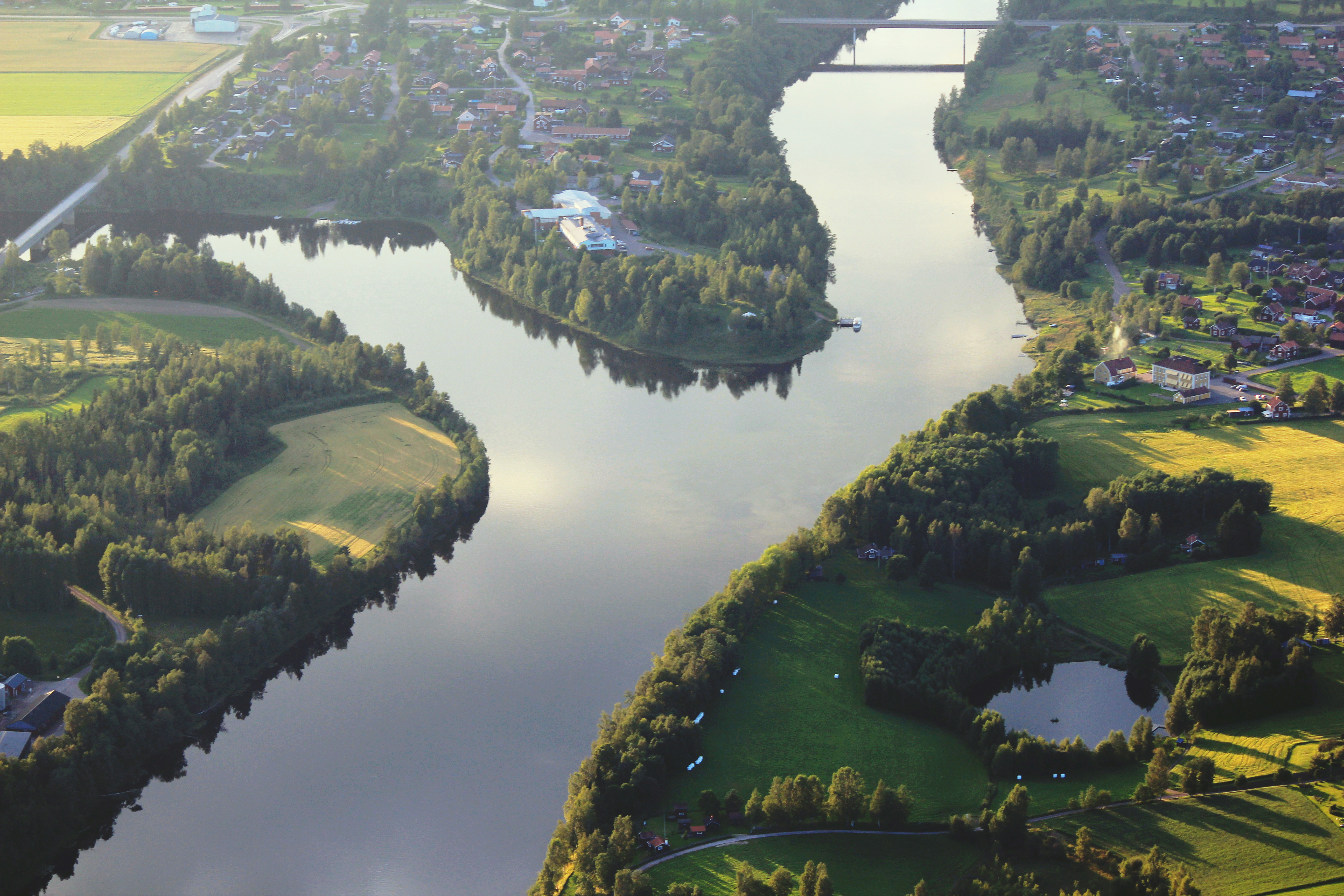
Dalälven vid Älvmötet
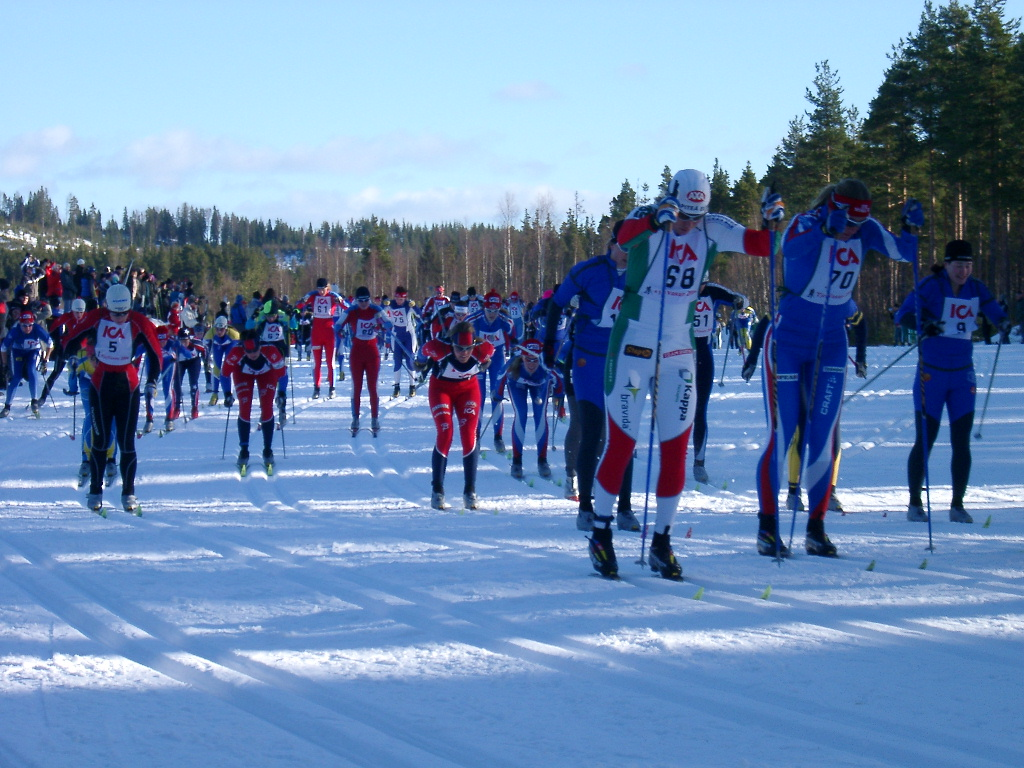
Tjej-Vasan 2006
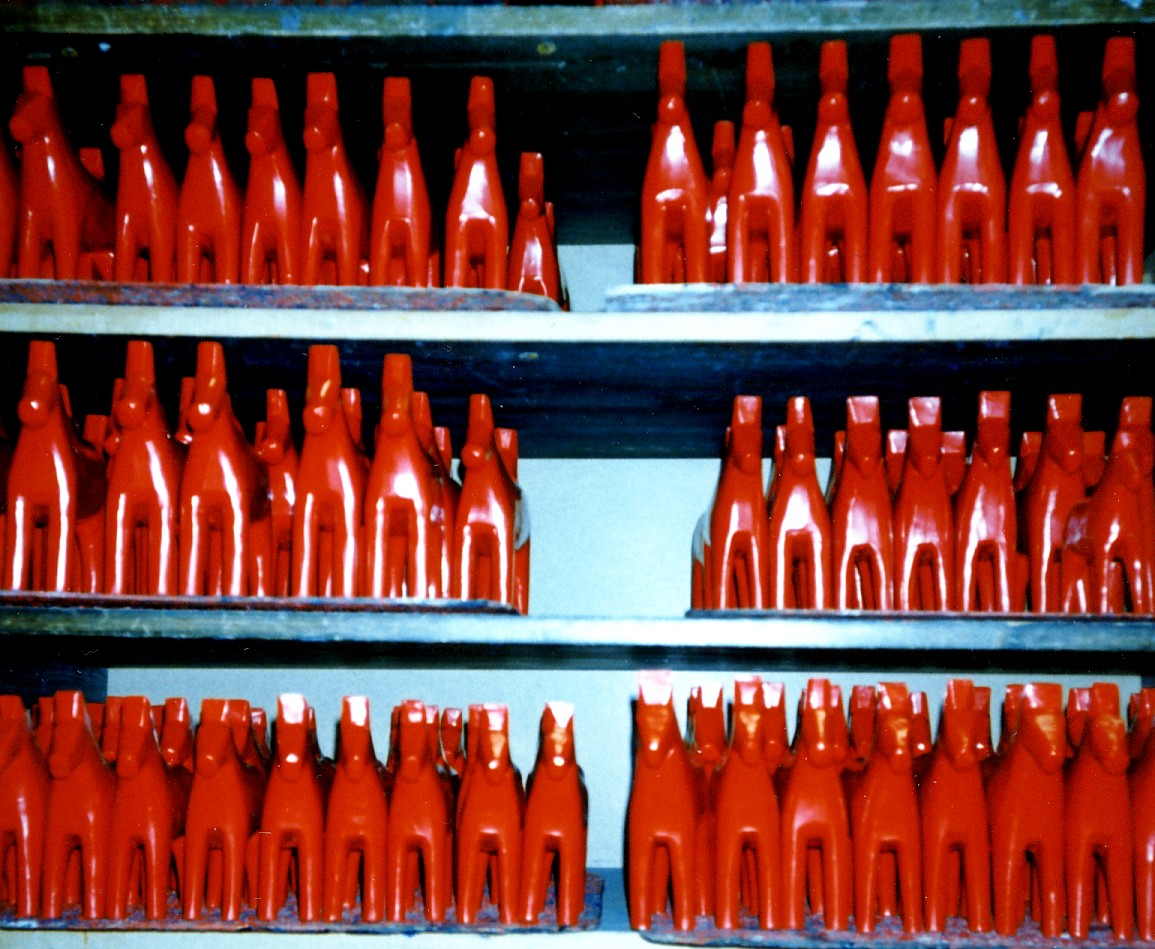
Dalahästtillverkning i Nusnäs, Mora kommun
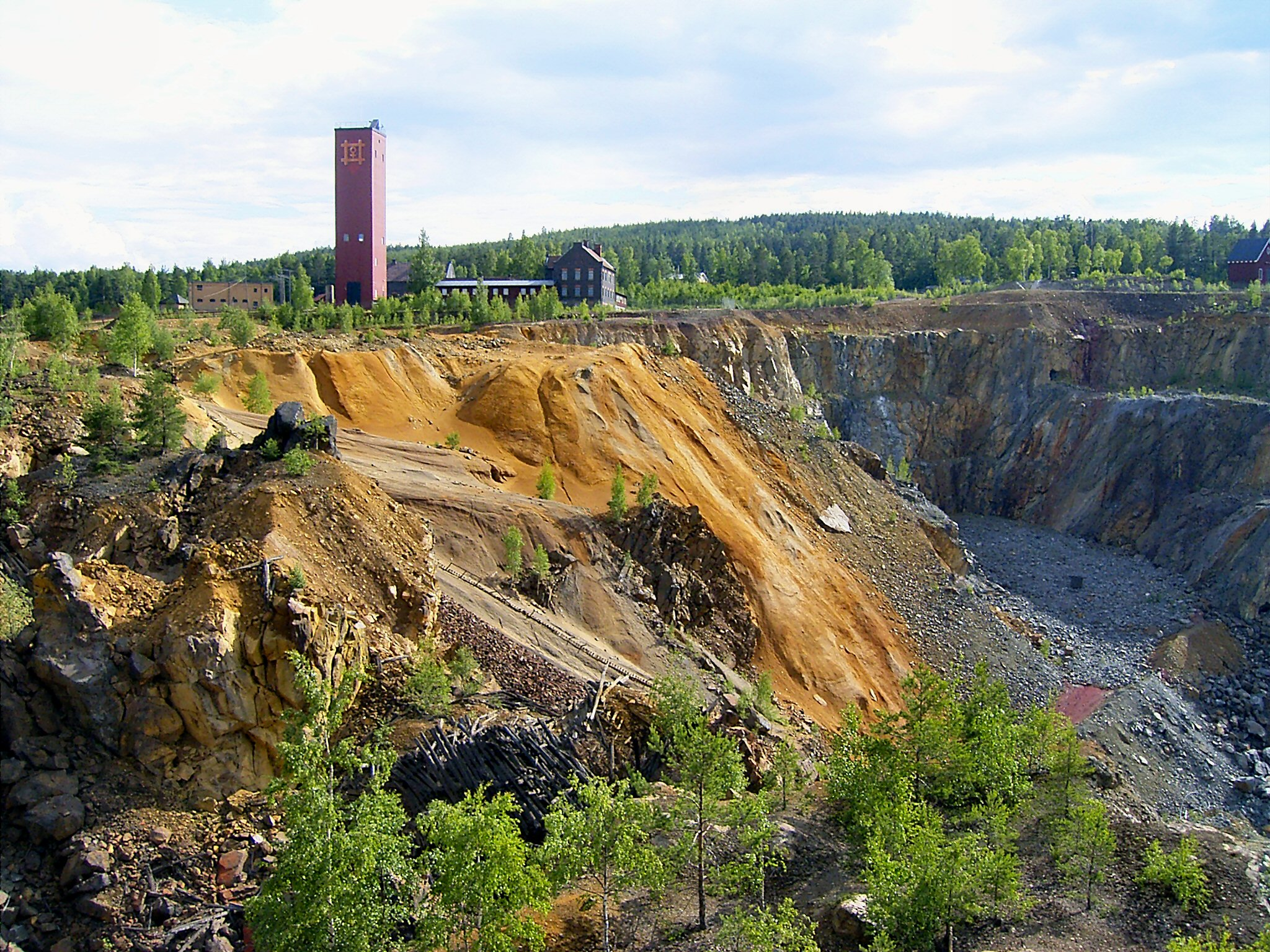
Falu koppargruva "Stora stöten"
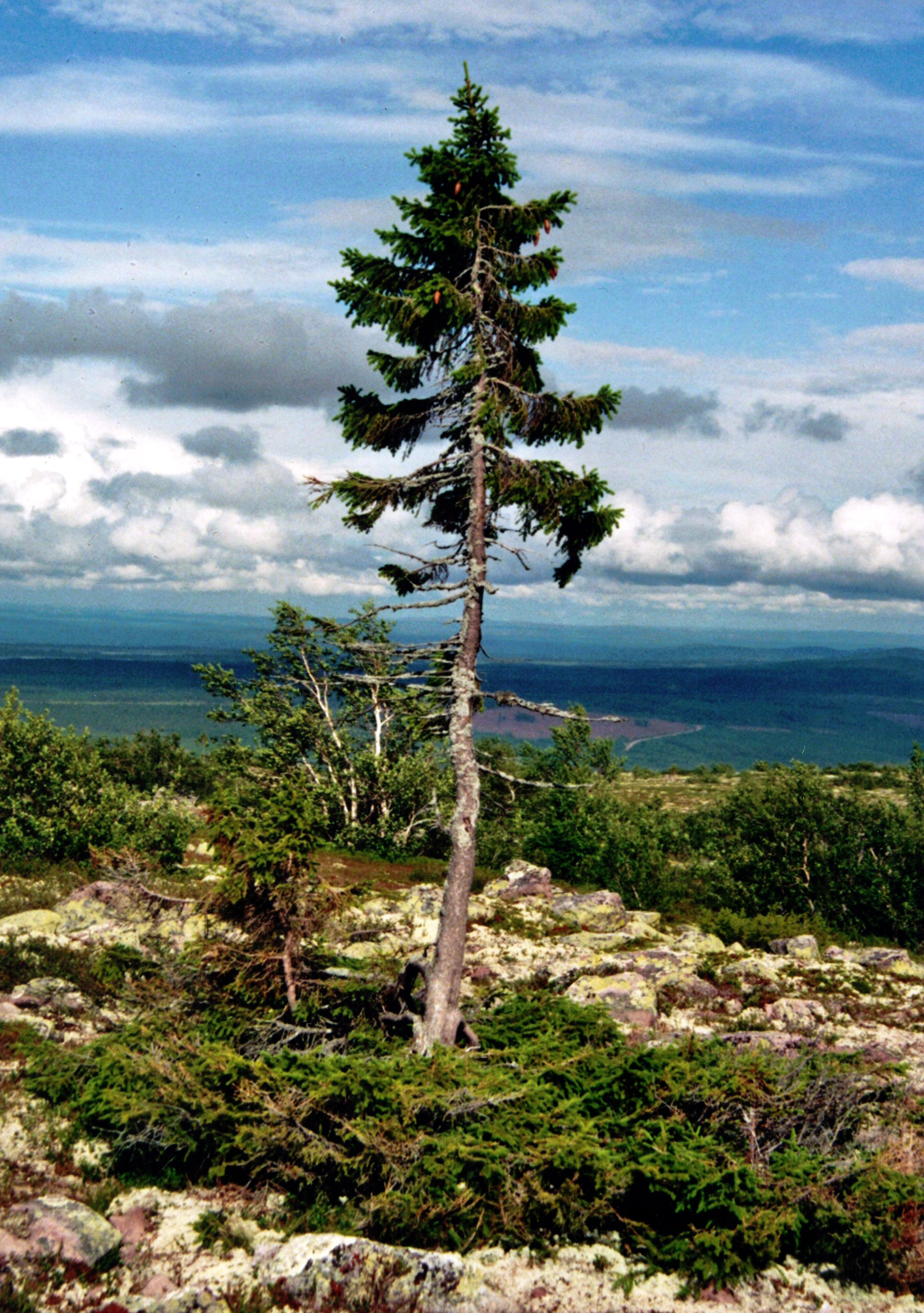
Old Tjikko i Fulufjället